# Moskenesøya
Moskenesøya (em norueguês significa "ilha de Moskenes") é uma ilha do arquipélago das ilhas Lofoten, na Noruega.

## Geografia
Moskenesøya é entre as principais ilhas das Lofoten a mais afastada do continente (os arquipélagos de Vær e Røst são mais longínquos, mas as as suas ilhas são bastante menores). Fica a sudoeste de Flakstadøya.
Com área de 186 km², Moskenesøya é a terceira maior ilha das Lofoten, depois de Austvåg e Vestvåg. A sua altitude máxima é 1029 m no cume do Hermannsdalstind.
Administrativamente, Moskenesøya está dividida entre as comunas de Moskenes e Flakstad.
Uma das suas cidades é Å.

## Transportes
Moskenesøya está ligada pela ponte Kåkern à vizinha ilha de Flakstad, a nordeste.

Moskenesøya
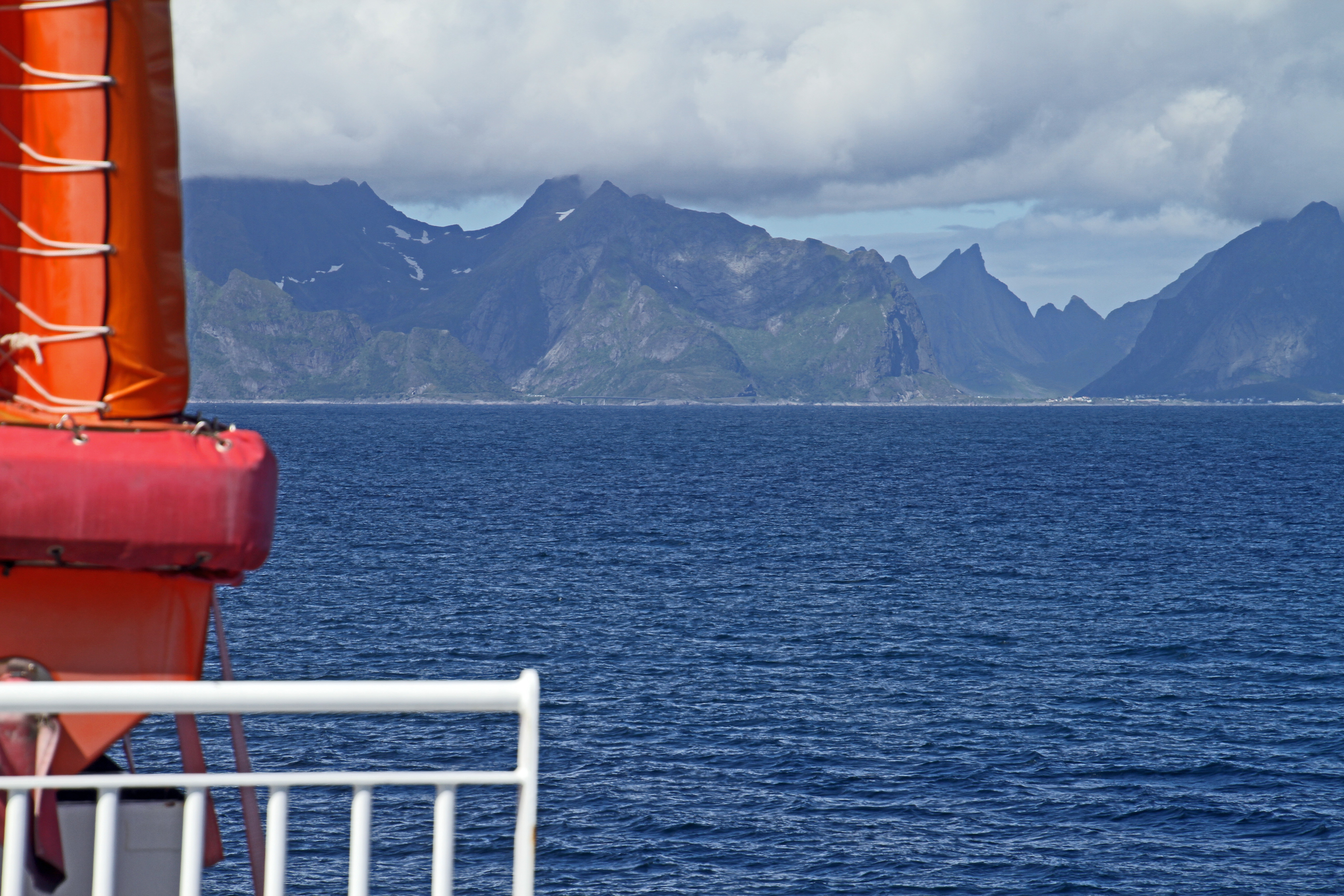
Moskenesøya
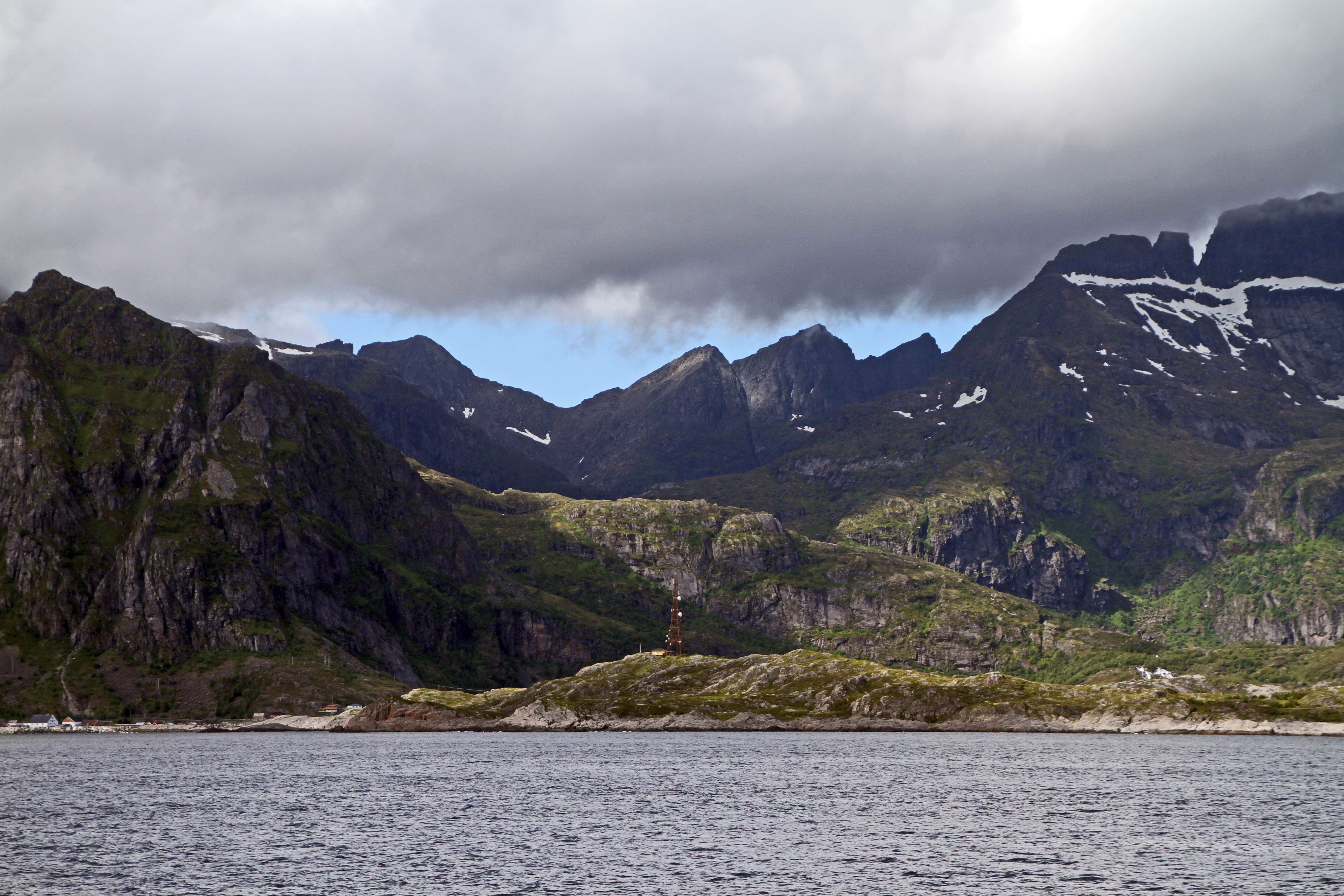
Sørvågen
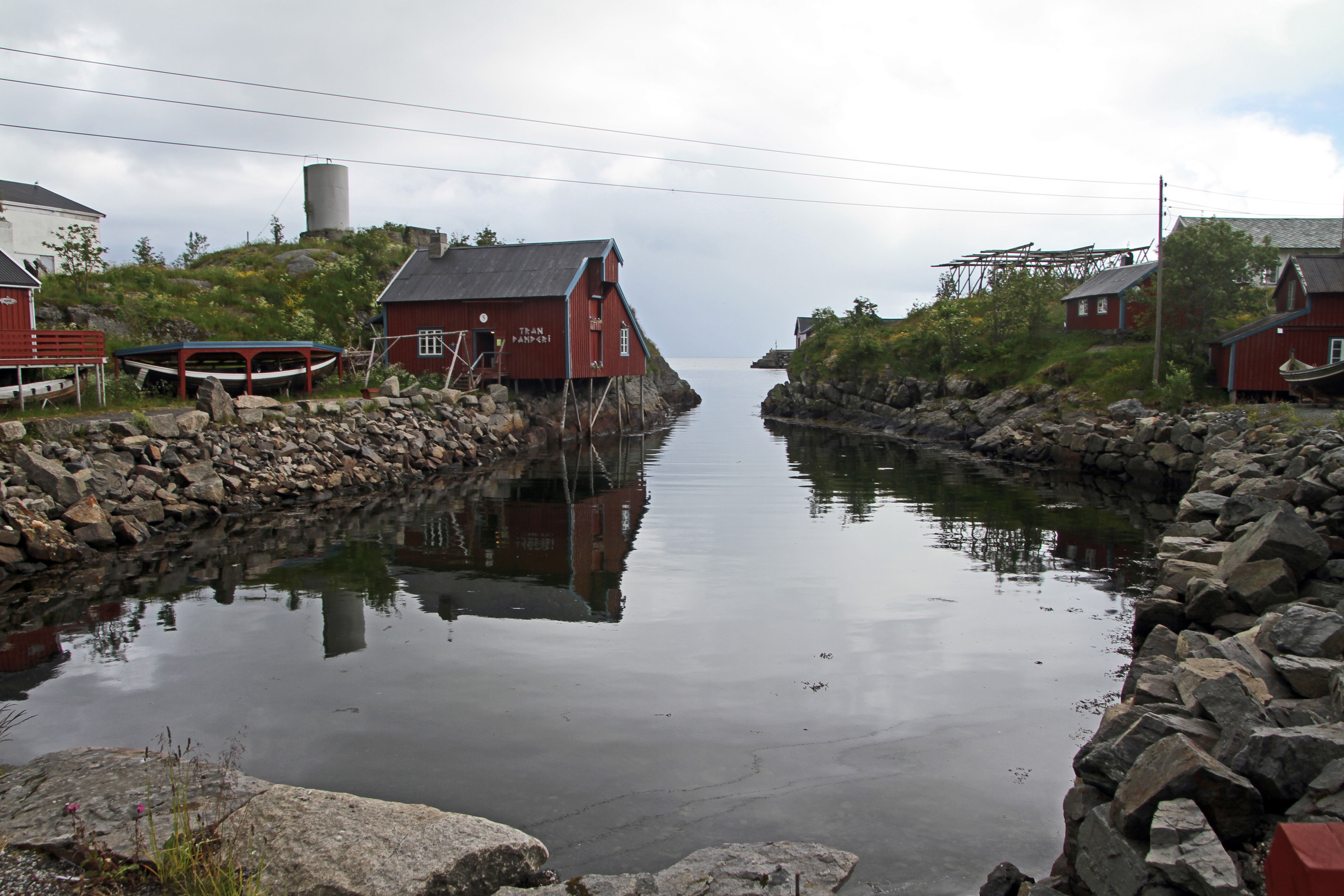
Å i Lofoten
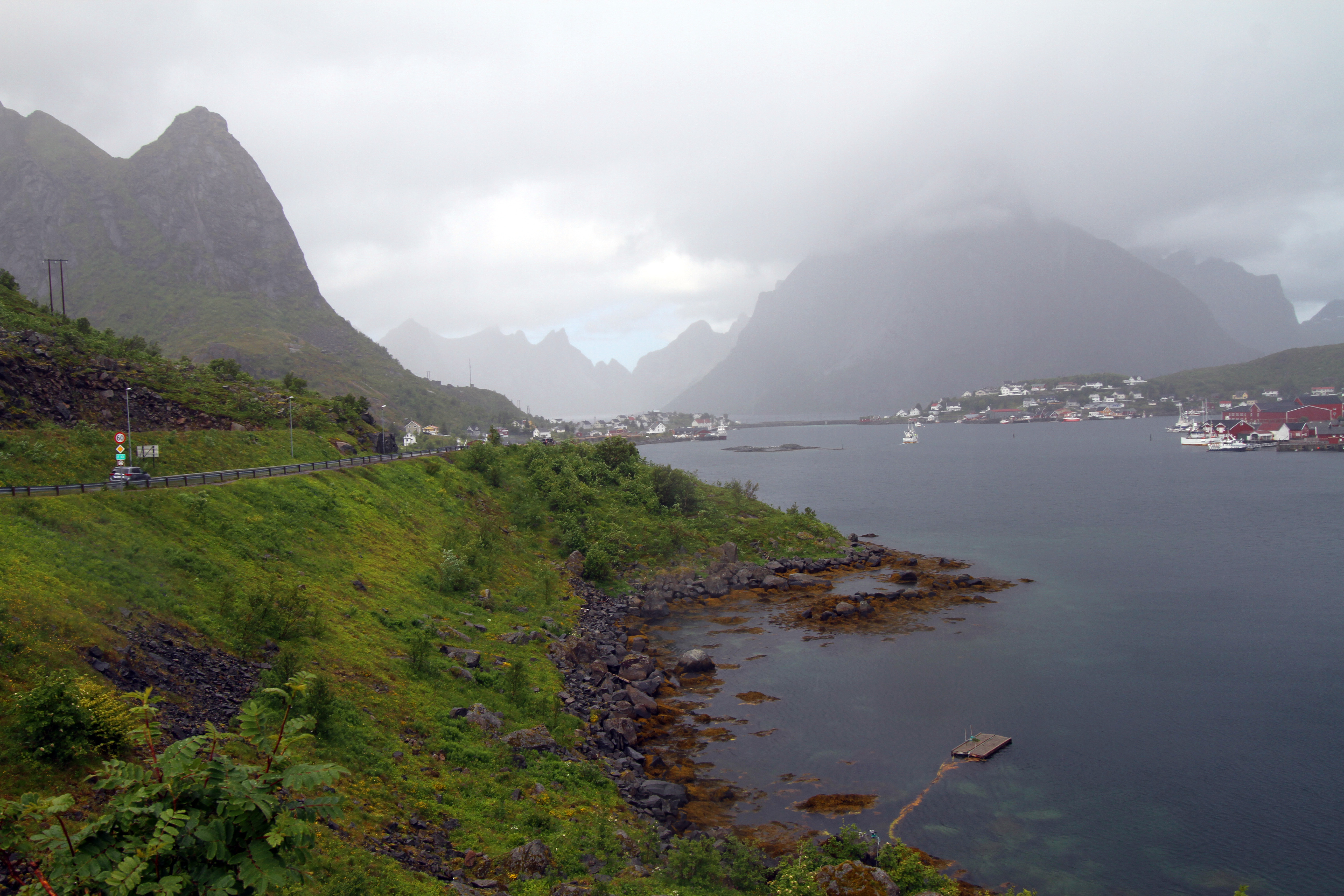
Reine
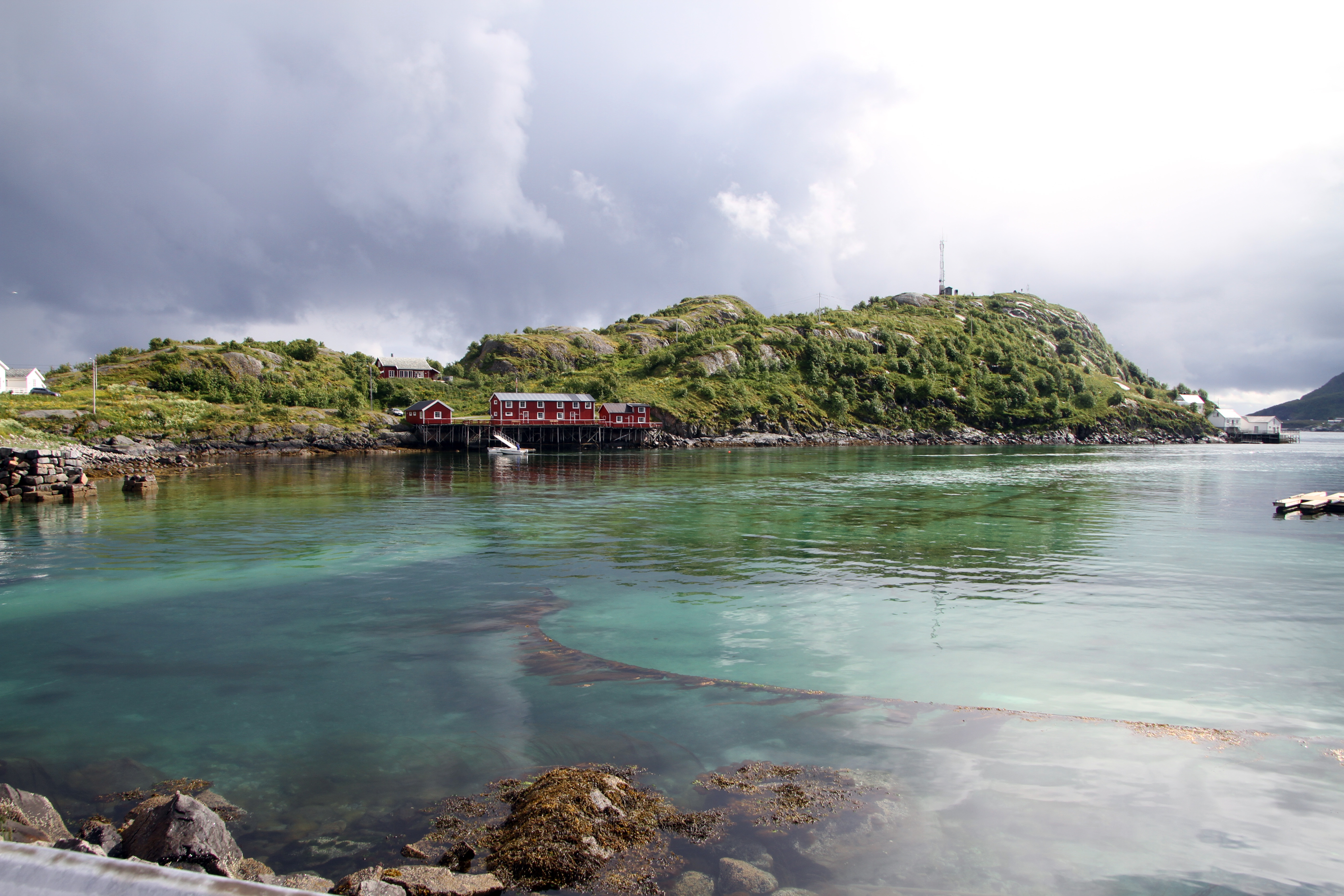
Sakrisøy